# Triangulation (science politique)
Pour les articles homonymes, voir Triangulation.

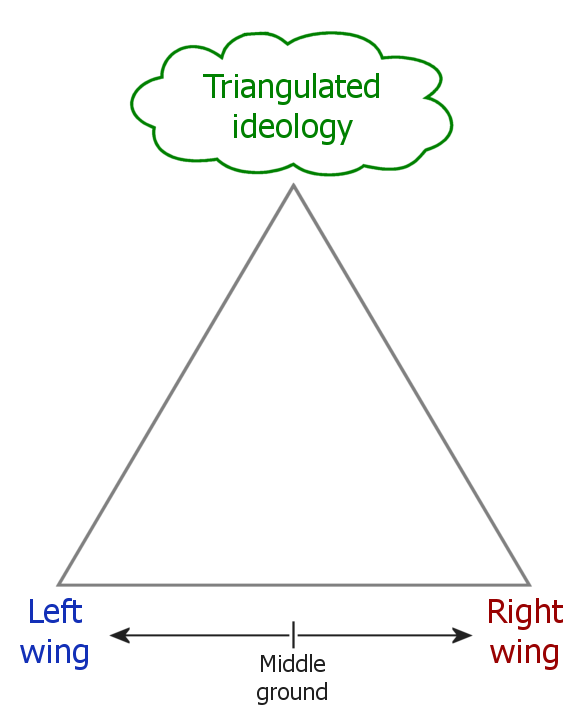

En science politique, la triangulation désigne le fait pour une personnalité politique de présenter son idéologie comme étant « au-dessus et entre » la droite et la gauche de l'échiquier politique.

## Origines
Le concept de triangulation a été théorisé par Dick Morris (en), conseiller de Bill Clinton dans les années 1990, pour qui :
« Nous étions enfermés dans un conflit très stérile entre le programme de gauche et le programme de droite. (...) Et je sentais que ce que nous devions faire c'était de prendre vraiment le meilleur du programme de chaque parti, et d'en arriver à une solution quelque part au-dessus des positions de chaque parti. (...) Se débarrasser des foutaises de chaque opinion, auxquelles les gens ne croient pas ; prendre le meilleur de chaque position ; et monter vers une troisième voie. Et cela devient un triangle, ce qui est une triangulation. »
Pour Dick Morris, la triangulation est bien plus qu'un discours tactique pour déstabiliser l'adversaire politique (puiser dans ses termes pour le priver d'argument) : c'est surtout un changement de ligne politique, une troisième voie qui suppose de renoncer à une partie de ses combats historiques.
Dick Morris souligne d'ailleurs que pour lui le terme « triangulation » n'est qu'une tentative de traduction pour les Américains du concept de synthèse issu de la philosophie continentale, le concept d'Hegel ou en tout cas son image d’Épinal qu'est le triptyque thèse-antithèse-synthèse :
« Pour ceux de vos lecteurs qui s'intéressent à la philosophie, c'est en fait un concept hégélien : l'idée d'une thèse, d'une antithèse et d'une synthèse. Et à l'origine quand j'en ai parlé, je l'ai fait dans les termes d'Hegel, que j'avais étudié à Oxford. Mais en politique américaine nous parlons de triangulation. »